# Вікторов Михайло Володимирович
Михайло Володимирович Вікторов (нар. 24 грудня 1894, місто Ярославль, Російська імперія — розстріляний 1 серпня 1938) — радянський військово-морський діяч, командувач Балтійського, Чорноморського, Тихоокеанського флотів, Морськими силами РСЧА, Флагман флоту 1-го рангу (1935). Член ЦВК СРСР, депутат Верховної ради СРСР 1-го скликання, член Військової ради при Народному комісарові оборони СРСР.

## Біографія
Син офіцера. Закінчив Ярославський кадетський корпус (1910), Морський кадетський корпус (1913, Золотий знак в пам'ять закінчення Морського корпусу, мічман — 5 жовтня 1913), Мінний (1915) і Штурманський (1917) офіцерські класи, курси удосконалення при Військово-морській академії (1924).
У Першу світову війну служив на кораблях Балтійського флоту в складі 1-го Балтійського флотського екіпажу. Учасник Моонзундського битви. У 1917 році — лейтенант, старший штурман броненосця «Громадянин».
Після 1917 року перейшов на бік більшовиків, брав участь у висадці морського десанту під Нарвою (1918). У листопаді 1918 — червні 1919 року — старший штурман, потім 1-й помічник командира крейсера «Олег», у червні 1919 — квітні 1920 року — командир есмінця «Вершник», у серпні 1920 — березні 1921 року — командир лінійних кораблів «Андрій Первозванний» і «Гангут». Брав участь у придушенні Кронштадтського повстання, після чого був призначений старшим морським начальником Кронштадта.
З травня 1921 року — начальник Морських сил Балтійського моря. У 1924 році закінчив курси удосконалення при Військово-морській академії.
З червня 1924 року — начальник Морських сил Чорного моря.
З грудня 1924 по квітень 1926 року — начальник Гідрографічного управління Морських сил РСЧА.
З квітня 1926 року — начальник Морських сил Балтійського моря.
Член ВКП(б) з 1932 року.
З березня 1932 року — начальник Морських сил Далекого Сходу. У 1935 році після створення Тихоокеанського флоту призначений командувачем цього флоту.
15 серпня 1937 року, після арешту флагмана флоту 1 рангу Орлова, призначений начальником Морських сил РСЧА. 28 грудня 1937 року (за іншими даними, 27 березня 1938 року) звільнений з посади і зарахований у розпорядження Управління з начальницького складу Наркомату Військово-морського флоту СРСР.
22 квітня 1938 заарештований. Був звинувачений у шкідництві. 1 серпня 1938 року засуджений до смертної кари і розстріляний. Реабілітований посмертно 14 березня 1956 року.

## Нагороди
- Орден Святого Станіслава III ступеня з мечами і бантом (11.01.1916)
- Орден Леніна
- Орден Червоного Прапора (20.02.1928)
- Орден Червоної Зірки